# 洛伊丝·史密斯
洛伊絲·史密斯（英語：Lois Smith，1930年11月3日—）是美國女演員，她的職業生涯長達五十年，作品包括戲劇，電影和電視。
女兒卡麗·戴維斯（娘家姓）和威廉奧倫亨伯特，是一家電話公司的僱員。她是華盛頓大學的研究生。
《天倫夢覺》（1955）是她的電影處女作。其他電影作品包括Five Easy Pieces，Twisted, Up the Sandbox, Four Friends, Fatal Attraction, Fried Green Tomatoes, How to Make an American Quilt, Hard Promises, Dead Man Walking, Twister, Minority Report, Tumbleweeds, Hollywoodland, Sweet Land, and Please Give.史密斯也一直活躍在電視上，出現在早期文集系列，肥皂劇和無數的黃金時間電視劇中。